# Medaglia per la cattura di Budapest
La medaglia per la cattura di Budapest è stata un premio statale dell'Unione Sovietica.

## Storia
La medaglia venne istituita il 9 giugno 1945.

## Assegnazione
La medaglia veniva assegnata ai partecipanti alla battaglia di Budapest.

## Insegne
- La medaglia era di ottone. Il dritto raffigurava una stella a cinque punte, la punta superiore era a contatto con il bordo superiore della medaglia. Sotto la stella, la scritta in grassetto rilievo su tre righe "PER LA CATTURA DI BUDAPEST" (Russo: «ЗА ВЗЯТИЕ БУДАПЕШТА»). In fondo, l'immagine in rilievo di una corona di rami di quercia con sovrapposti una falce e un martello. Sul retro la data "13 FEBBRAIO 1945" (Russo: «13 ФЕВРАЛЯ 1945») sotto ad una stella a cinque punte.
- Il nastro era arancione con una striscia centrale blu.